# Arthémon Hatungimana
Arthémon Hatungimana (Muhweza, 21 gennaio 1974) è un ex mezzofondista burundese, specializzato negli 800 metri piani, disciplina in cui ha vinto un argento ai Mondiali di Göteborg 1995.

## Palmarès
| Anno | Manifestazione      | Sede        | Evento      | Risultato        | Prestazione | Note                                     |
| ---- | ------------------- | ----------- | ----------- | ---------------- | ----------- | ---------------------------------------- |
| 1992 | Mondiali di cross   | Boston      | Corsa lunga | 60º              | 38'34"      |                                          |
| 1992 | Mondiali juniores   | Seul        | 400 m piani | Semifinale       | 46"78       | Miglior prestazione personale stagionale |
| 1993 | Campionati africani | Durban      | 800 m piani | Bronzo           | 1'46"42     |                                          |
| 1995 | Mondiali indoor     | Barcellona  | 800 m piani | Batteria         | 1'50"17     |                                          |
| 1995 | Mondiali            | Göteborg    | 800 m piani | Argento          | 1'45"64     | Record sudamericano                      |
| 1995 | Giochi panafricani  | Harare      | 800 m piani | Oro              | 1'47"42     |                                          |
| 1996 | Giochi olimpici     | Atlanta     | 800 m piani | Semifinale       | 1'44"92     |                                          |
| 1997 | Mondiali            | Atene       | 800 m piani | Quarti di finale | 1'46"64     |                                          |
| 1999 | Mondiali indoor     | Maebashi    | 800 m piani | Semifinale       | 1'48"17     |                                          |
| 1999 | Mondiali            | Siviglia    | 800 m piani | Batteria         | 1'47"08     |                                          |
| 2000 | Giochi olimpici     | Sydney      | 800 m piani | Batteria         | 1'48"14     |                                          |
| 2001 | Mondiali            | Edmonton    | 800 m piani | Semifinale       | 1'45"21     |                                          |
| 2002 | Campionati africani | Tunisi      | 800 m piani | 7º               | 1'51"27     |                                          |
| 2003 | Mondiali            | Saint-Denis | 800 m piani | Batteria         | 1'47"74     |                                          |
| 2003 | Giochi panafricani  | Abuja       | 800 m piani | Batteria         | 1'53"16     |                                          |
| 2004 | Giochi olimpici     | Atene       | 800 m piani | Batteria         | 1'46"35     |                                          |

## Altre competizioni internazionali
1995
- 4º alla Grand Prix Final ( Monaco), 800 m piani - 1'45"54